# Beloneuria stewarti
Beloneuria stewarti är en bäcksländeart som beskrevs av Bill P.Stark och Szczytko 1976. Beloneuria stewarti ingår i släktet Beloneuria och familjen jättebäcksländor. Inga underarter finns listade i Catalogue of Life.